# Mugil
Genre
Mugil est un genre de poissons osseux de la famille des Mugilidae.

## Liste des espèces
Selon ITIS:
- Mugil bananensis (Pellegrin, 1927)
- Mugil broussonnetii Valenciennes in Cuvier et Valenciennes, 1836
- Mugil capurrii (Perugia, 1892)
- Mugil cephalus (Linnaeus, 1758) - Mulet cabot
- Mugil curema Valenciennes in Cuvier et Valenciennes, 1836
- Mugil curvidens Valenciennes in Cuvier et Valenciennes, 1836
- Mugil gaimardianus Desmarest in Bory de Saint-Vincent, 1831
- Mugil galapagensis Ebeling, 1961
- Mugil gyrans (Jordan et Gilbert, 1884)
- Mugil hospes Jordan et Culver in Jordan, 1895
- Mugil incilis Hancock, 1830
- Mugil liza Valenciennes in Cuvier et Valenciennes, 1836
- Mugil setosus Gilbert, 1892
- Mugil thoburni Jordan et Starks in Jordan et Evermann, 1896 (nommé Xenomugil thoburni par FishBase)
- Mugil trichodon Poey, 1875
- Mugil longicauda Guitart Manday et Alvarez-Lajonchere, 1976 (nommé Mugil curvidens par FishBase)

Selon FishBase:
- Mugil bananensis  (Pellegrin, 1927)
- Mugil broussonnetii  Valenciennes, 1836
- Mugil capurrii  (Perugia, 1892)
- Mugil cephalus  (Linnaeus, 1758) - Mulet cabot
- Mugil curema  Valenciennes, 1836
- Mugil curvidens  Valenciennes, 1836
- Mugil gaimardianus  Desmarest, 1831
- Mugil galapagensis  Ebeling, 1961
- Mugil gyrans  (Jordan et Gilbert, 1884)
- Mugil hospes  Jordan et Culver, 1895
- Mugil incilis  Hancock, 1830
- Mugil liza  Valenciennes, 1836
- Mugil platanus  Günther, 1880 (non reconnu par ITIS)
- Mugil rammelsbergii  Tschudi, 1846 (non reconnu par ITIS)
- Mugil setosus  Gilbert, 1892
- Mugil soiuy  Basilewsky, 1855 (nommé Liza haematocheilus par ITIS)
- Mugil trichodon  Poey, 1875

Cinq espèces, communes sur le littoral français, sont nommées mulet[réf. nécessaire]:
- Liza aurata Risso 1810 (Mugil auratus (Risso, 1810)) - mulet doré
- Liza ramada Thomson, 1986 (Mugil capito Cuvier, 1829) - mulet capiton (ou ramada)
- Mugil cephalus Linnaeus, 1758 - mulet cabot
- Chelon labrosus Cuvier, 1758 (Mugil chelo Cuvier, 1829) - mulet lippu ou mulet à grosses lèvres
- Mugil saliens Risso, 1810 (Liza saliens (Risso, 1810)) - mulet sauteur